# Torsten Rellensmann
Torsten Rellensmann (Dortmund, 27 de dezembro de 1962) é um desportista alemão que competiu para a RFA no ciclismo na modalidade de pista. Ganhou uma medalha de bronze no Campeonato Mundial de Ciclismo em Pista de 1989, na ptrueba de meio fundo.

## Medalheiro internacional
| Campeonato Mundial | Campeonato Mundial | Campeonato Mundial | Campeonato Mundial |
| Ano                | Lugar              | Medalha            | Competição         |
| ------------------ | ------------------ | ------------------ | ------------------ |
| 1989               | Lyon ( França)     | Medalha de bronze  | Meio fundo (P)     |